# Christodolos d'Alexandrie
Christodolos d'Alexandrie est après une vacance du siège de 1 an et 5 mois, patriarche d'Alexandrie de l'Église copte de décembre 1047 au 10 décembre 1077.